# Onthophagus gaillardi
Onthophagus gaillardi är en skalbaggsart som beskrevs av D'orbigny 1911. Onthophagus gaillardi ingår i släktet Onthophagus och familjen bladhorningar. Inga underarter finns listade i Catalogue of Life.